# Stazione di Bagnacavallo
Stazione di Bagnacavallo vasútállomás Olaszországban, Bagnacavallo településen.

## Vasútvonalak
Az állomást az alábbi vasútvonalak érintik:
- Castelbolognese–Ravenna-vasútvonal

## Kapcsolódó állomások
A vasútállomáshoz az alábbi állomások vannak a legközelebb:
- Stazione di Lugo
- Stazione di Russi